# 巨翅目
巨翅目（學名：Titanoptera），又稱鈦翅目，是已滅絕的新翅下綱昆蟲，生存於石炭紀晚期至三疊紀。與現今昆蟲相比，巨翅目的體型十分巨大，部份物種的翼展可達36（14英寸），甚至是40（16英寸）。

## 描述

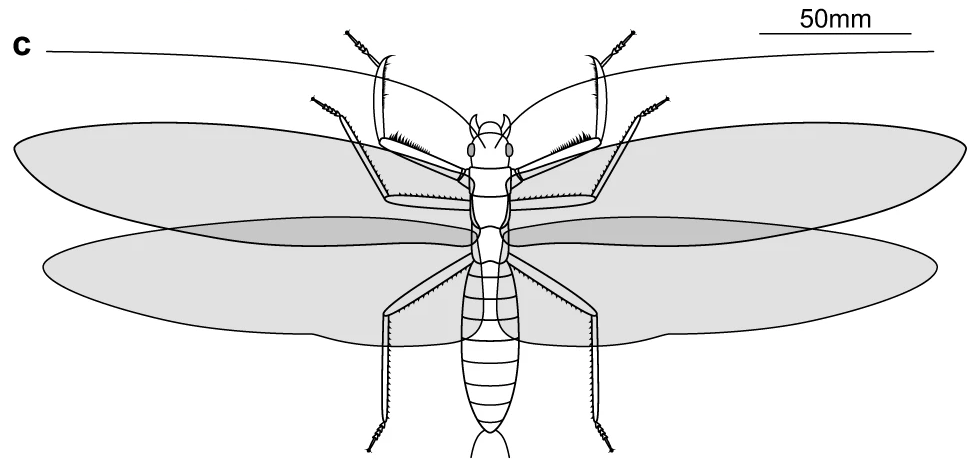
尋常泰坦巨蟲（Gigatitan vulgaris）復原圖

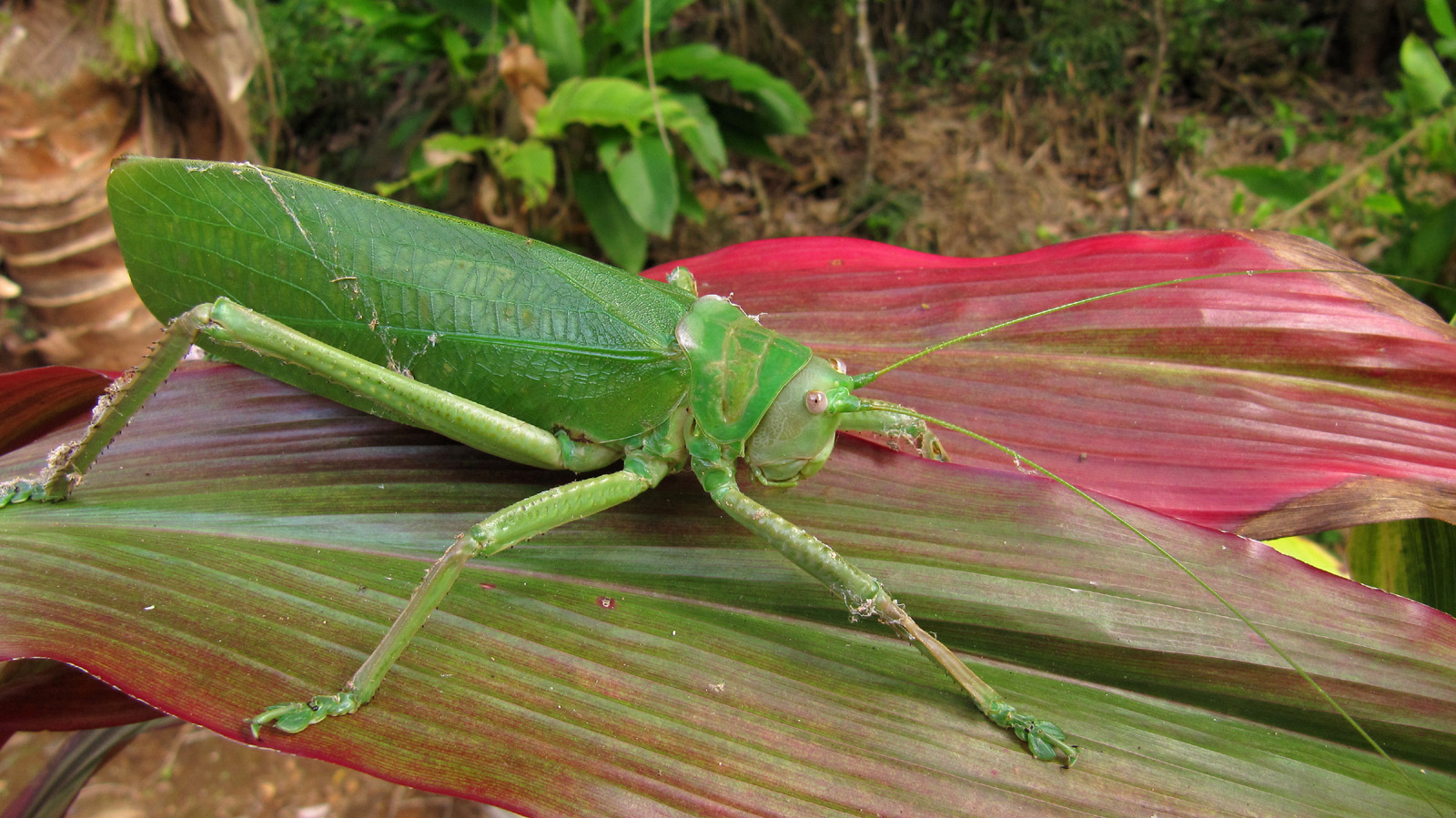
帝王螽斯（Pseudophyllanax imperialis）具有與泰坦巨蟲類似的後翅面積

巨翅目與現存的直翅目為近親，但具有與之相比較大的體型、較弱不具有跳躍能力的後肢、可抓握的前肢、以及較延長的口器。從巨翅目的外型以及身體結構上看來，牠們被認為是掠食者。

### 翅膀
巨翅目的前翅上無論雄性或雌性均具有類似現存蟋蟀的彈器結構，可能是為了用於鳴聲，但也被認為能用於反射光線或透過快速煽動來產生劈啪聲，藉此來與同伴溝通或嚇退掠食者。生存於石炭紀晚期的特亞巨蟲屬被認為是目前已知最古老能透過翅膀發聲的物種。

### 飛行
部分巨翅目物種被認為僅具有滑翔，而不具備飛行能力。如此的例子包括泰坦巨蟲屬的尋常泰坦巨蟲，雖然牠們具有與現存直翅目帝王螽斯接近的後翅面積，但帝王螽斯本身僅保有極差的飛行能力，而尋常泰坦巨蟲身軀部分重量更在帝王螽斯之上。除了尋常泰坦巨蟲外，其他巨翅目物種也都具有相較體型比例較小的後翅。

## 棲息與分佈地
除了特亞巨蟲屬外，其他確認屬於巨翅目的化石分別發現於吉爾吉斯、澳洲、大韓民國。另外於俄羅斯也有發現疑似為巨翅目的化石，科學家認為整個環特提斯洋可能都是巨翅目物種的棲息地。

## 分類學

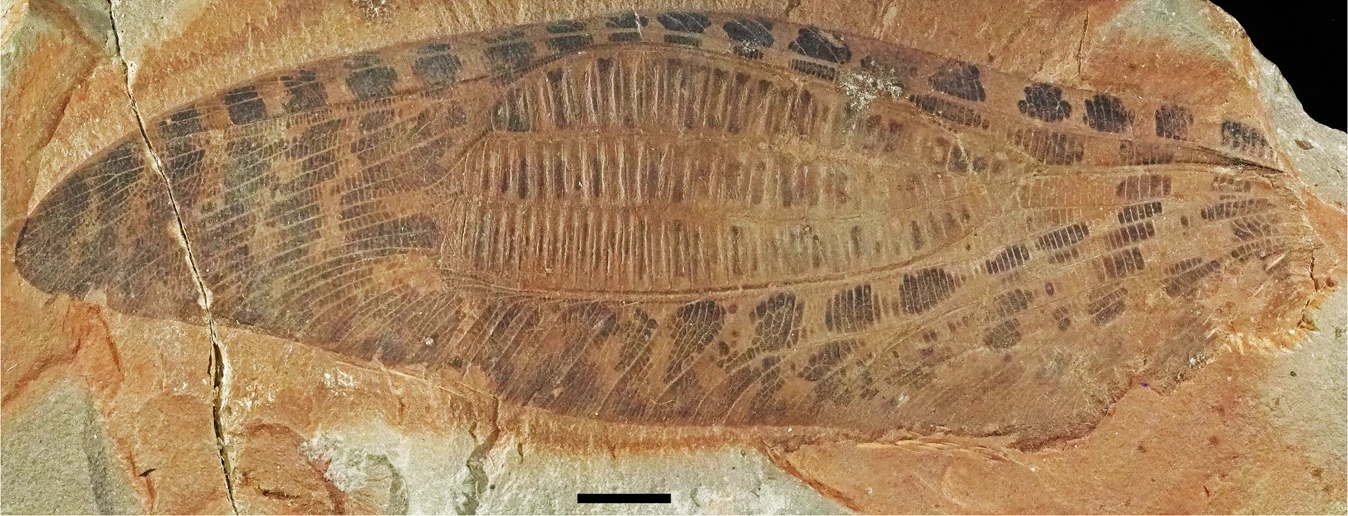
Clatrotitan andersoni的前翅

巨翅目的分類位置上一直存在著爭議，最初牠們被認為與Gerarus是近親。但2007年的研究認為巨翅目應是屬於直翅目，並演化自同樣已滅絕的Tchomanvissidae。不過，之後又有研究質疑這項結果，巨翅目與Tchomanvissidae的關係仍存有爭議。此外，發現於二疊紀的Permotitan、恐巨蟲屬、 Monstrotitan被認為可能不屬於巨翅目 。Jubilaeus原先被認為屬於中巨蟲科，但之後的研究則認為牠們應屬於Tcholmanvissiidae。 Steinhardtia原先也被認為屬於巨翅目，但牠們的化石缺乏了巨翅目翅膀上特有的翅脈結構，甚至更被認為可能其實是植物化石（可能為真蕨類）。
巨翅目 Titanoptera
- †中巨蟲科（英语：Mesotitanidae） Mesotitanidae
  - †Clatrotitan（最初被認為是中巨蟲屬的異名，但部分研究認為其仍為有效屬[1]）
  - †恐巨蟲屬（英语：Deinotitan） Deinotitan（部分研究認為其為泰坦巨蟲屬的異名[1]）
  - †中巨蟲屬（英语：Mesotitan） Mesotitan
  - †Mesotitanodes
  - †原巨蟲屬（英语：Prototitan） Prototitan
  - †極巨蟲屬（英语：Ultratitan） Ultratitan
- †副巨蟲科（英语：Paratitanidae） Paratitanidae
  - †副巨蟲屬（英语：Paratitan） Paratitan
  - †迷你巨蟲屬（英语：Minititan） Minititan (=Microtitan[7])
  - †Magnatitan[3]
- †泰坦巨蟲科（英语：Gigatitanidae） Gigatitanidae
  - †泰坦巨蟲屬 Gigatitan
  - †微巨蟲屬（英语：Nanotitan） Nanotitan
  - †Ootitan
- †特亞巨蟲科（英语：Theiatitanidae） Theiatitanidae
  - †特亞巨蟲屬（英语：Theiatitan） Theiatitan[1]